# Samuel Dexter
Samuel Dexter, né le 14 mai 1761 et mort le 4 mai 1816, est un homme d'État américain, élu du Congrès et membre du cabinet présidentiel.

## Biographie
Il naît à Boston (Province de la baie du Massachusetts), où son père Samuel Dexter, est révérend de Dedham. Il est diplômé de l'université Harvard en 1781, puis étudie le droit à Worcester, dans le cabinet de Levi Lincoln, futur procureur général des États-Unis. Après être entré au barreau en 1784, il commence à exercer le droit à Lunenburg, dans le Massachusetts.
Il est élu à la Chambre des représentants du Massachusetts entre 1788 et 1790, puis au 3e Congrès, à la Chambre, puis au Sénat, en tant que membre du Parti fédéraliste. En décembre 1799, il rédige l'éloge funèbre, devenue mémorable, à la mort de George Washington.
Il est désigné secrétaire à la Guerre par le président John Adams en 1800, mais ne sert que moins d'un an. Il presse alors le Congrès de permettre la désignation et la rémunération d'officiers.
Lorsque le secrétaire au Trésor Oliver Wolcott, Jr. démissionne en décembre 1800, John Adams le nomme secrétaire par intérim.
Il décline plus tard le poste d'ambassadeur en Espagne.
Il retourne à Boston en 1805 et reprend l'exercice du droit. Il quitte le parti fédéraliste pour le parti républicain, en raison de sa position sur la guerre anglo-américaine de 1812, et est candidat infructueux au poste de gouverneur du Massachusetts en 1814 et 1815.
Il meurt le 4 mai 1816, peu avant son 55e anniversaire, et est enterré au cimetière de Mount Auburn à Cambridge (Massachusetts).

## Hommage
L'USRC Dexter est nommé en son honneur.

## Source
- (en) Cet article est partiellement ou en totalité issu de l’article de Wikipédia en anglais intitulé « Samuel Dexter » (voir la liste des auteurs).